# Glenea interrupta
Glenea interrupta é uma espécie de escaravelho da família Cerambycidae. Foi descrito por James Thomson em 1860.

## Subespecie
- Glenea interrupta densepunctata Breuning, 1958
- Glenea interrupta interrupta Thomson, 1860